# Пабло Габріель Гарсія
Пабло Гарсія (ісп. Pablo García, нар. 11 травня 1977, Пандо) — колишній уругвайський футболіст, півзахисник. Насамперед відомий виступами за низку іспанських команд, грецький ПАОК, а також національну збірну Уругваю.
По завершенні ігрової кар'єри — тренер.

## Клубна кар'єра
Пабло Гарсія почав кар'єру в «Монтевідео Вондерерс» 1996 року, в якому провів два сезони, взявши участь у 36 матчах чемпіонату.
1998 року права на Гарсію перейшли іспанському «Вальядоліду», однак він жодного разу не зіграв за цю команду. Пізніше перейшов в мадридський «Атлетіко» B, але закінчував сезон у уругвайському клубі «Пеньяроль». Всього в 1998–2000 роках провів за «Атлетіко Мадрид Б» 38 матчів, і забив в них 3 голи.
2000 року перейшов до «Мілана» і за 2 сезони все ж зіграв за основний склад італійського суперклубу 11 матчів у Серії А. Крім того, 2002 року на правах оренди провів 14 ігор за «Венецію».
З 2002 по 2005 рік був основним півзахисником іспанської «Осасуни». Він прославився як достатньо жорсткий футболіст, який часто отримує попередження. Так, в сезоні 2004/05 він заробив 17 жовтих і 1 червону картку. Незважаючи на це, його гра привернула увагу мадридського «Реала». Він був куплений столичним клубом разом зі своїм співвітчизником Карлосом Діого. З трирічного контракту 2 останні сезони Гарсія провів в оренді — спочатку в «Сельті», а потім в «Мурсії».

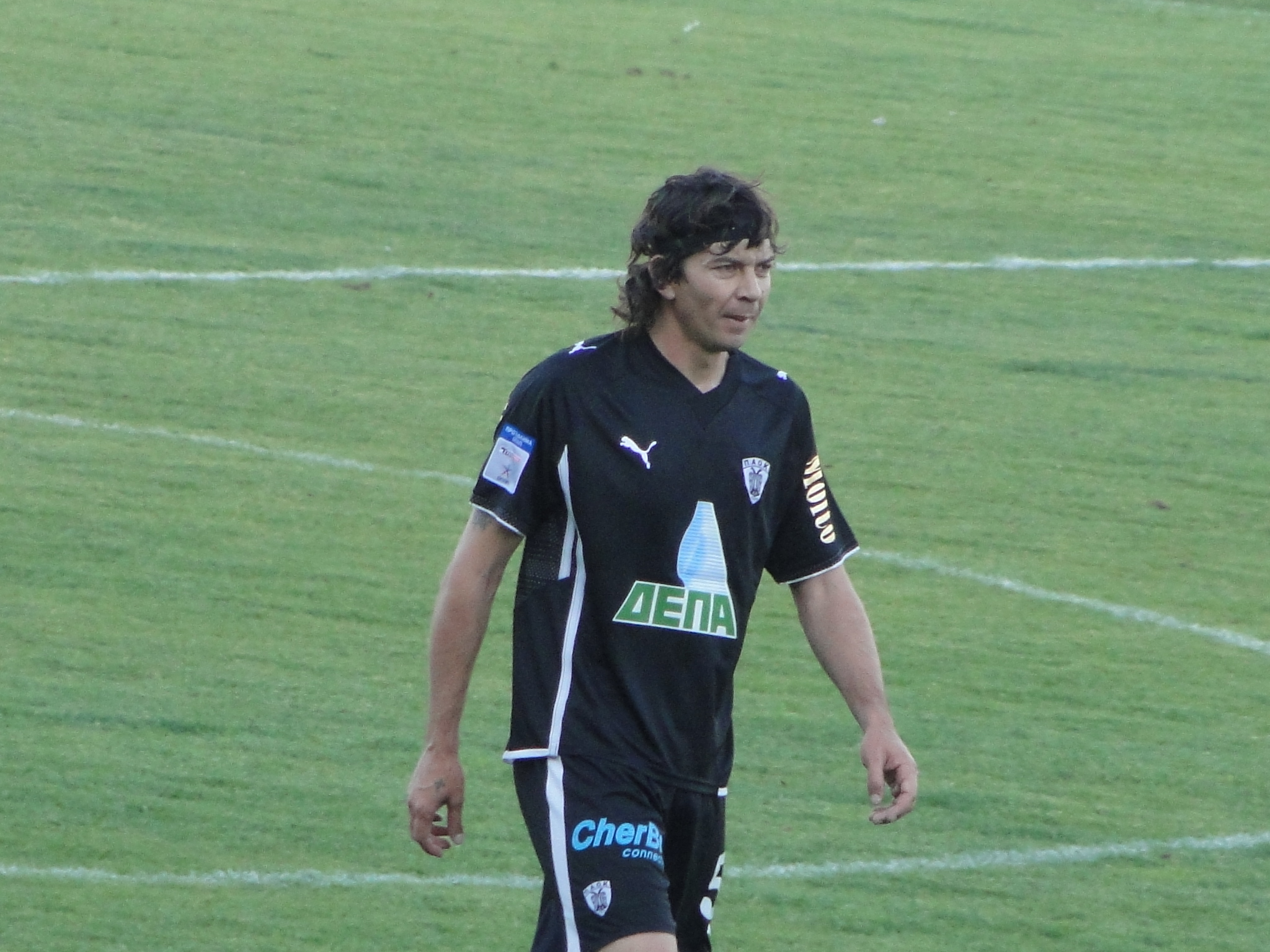
Пабло Гарсія під час виступів за ПАОК. 2010 рік.

2005 року взяв участь у зйомках фільму Гол!, де зіграв роль самого себе (камео).
До складу грецького клубу ПАОК приєднався на правах вільного агента 23 липня 2008 року. За п'ять з половиною сезонів встиг відіграти за клуб з Салонік 109 матчів в національному чемпіонаті.
На початку 2014 року недовго пограв за інший грецький клуб «Шкода Ксанті», після чого завершив кар'єру.

## Виступи за збірну
1997 року дебютував за основну збірну Уругваю на Кубка конфедерацій 1997 року у Саудівській Аравії в грі проти збірної ОАЕ. Всього на тому турнірі зіграв в усіх п'яти матчах збірної, а уругвайці стали в підсумку четвертими.
Через два роки збірна з Пабло Гарсією в основному складі дійшла до фіналу розіграшу Кубка Америки 1999 року у Парагваї, а ще через три роки Гарсія став учасником чемпіонату світу 2002 року в Японії і Південній Кореї, де також зіграв в усіх трьох матчах збірної.
Не пройшовши кваліфікацію на ЧС-2006 року, Пабло Гарсія став учасником розіграшу Кубка Америки 2007 року у Венесуелі, де разом з командою зайняв четверте місце.
Незабаром після закінчення кубку завершив виступи у збірній. Останній матч за «Селесте» Гарсія провів 17 жовтня 2007 року проти Парагваю в Асунсьйоні. Всього за 11 років провів у формі головної команди країни 66 матчів, забивши 2 голи. Завдяки цьому Пабло Гарсія займає шосте місце в історії збірної за кількістю проведених у її складі матчів.

## Тренерська кар'єра
24 травня 2015 року Гарсія повернувся в ПАОК. У наступному місяці, спортивний директор клубу Франк Арнесен заявив, що іспанець розпочинав свою тренерську кар'єру як помічник юнацької команди до 17 років.
Згодом у 2016–2020 роках був тренером молодіжної команди U-20. Протягом 2020–2021 років був головним тренером вже головної команди ПАОКа, після чого, із поверненням на тренерський місток команди румуна Развана Луческу, прийняв керівництво другою командою клубу із Салонік.

## Досягнення
Гравець
- Віце-чемпіон Кубка Америки: 1999
- Віце-чемпіон світу серед молоді: 1997
- Віце-чемпіон Іспанії (1) : 2005/06
- Фіналіст Кубка Іспанії (1) : 2004/05
- Гравець року в Уругваї (серед футболістів збірної) : 2001

Тренер
- Володар Кубка Греції (1): 2020/21